# لاري راينهارد
لاري راينهارد (بالإنجليزية: Larry Reinhardt)‏ هو عازف قيثارة وموسيقي أمريكي، ولد في 7 يوليو 1948 في فلوريدا في الولايات المتحدة، وتوفي في 2 يناير 2012 بسبب تشمع الكبد.

## وصلات خارجية
- لاري راينهارد على موقع ميوزك برينز (الإنجليزية)
- لاري راينهارد على موقع أول ميوزيك (الإنجليزية)
- لاري راينهارد على موقع ديسكوغز (الإنجليزية)